# لبنان غربی (نیوهمپشایر)
لبنان غربی (به انگلیسی: West Lebanon) یک منطقهٔ مسکونی در ایالات متحده آمریکا است که در لبنان، نیوهمپشایر واقع شده‌است. لبنان غربی ۱۲۴٫۰۶ متر بالاتر از سطح دریا قرار دارد.